# Делоне, Вадим Николаевич
Вади́м Никола́евич Делоне́ (фр. Vadim Delaunay, 22 декабря 1947, Москва — 13 июня 1983, Париж) — русский поэт, писатель, диссидент, участник демонстрации 25 августа 1968 года на Красной площади в Москве.

## Биография
Родился в семье с давней научной историей: отец Николай Борисович Делоне — физик, доктор физико-математических наук, дед — известный математик, член-корреспондент АН СССР Борис Николаевич Делоне, прадед — российский математик Николай Борисович Делоне. Двоюродный брат — реставратор и правозащитник Сергей Шаров-Делоне. Родной брат — Михаил Николаевич Делоне. Двоюродный брат — Олег Ильич Львов, двоюродная сестра — Алла Ильинична Львова
Учился в средней школе № 586 в Кадашах, затем в московской математической спецшколе № 2, откуда ушёл, заканчивал экстерном вечернюю школу. Поступил на филологический факультет Московского государственного педагогического института имени Ленина. Работал внештатным корреспондентом «Литературной газеты».
После письма в Идеологическую комиссию ЦК КПСС с требованием легализации литературного объединения СМОГ в 1966 году был исключён из института и из комсомола.
1 сентября 1967 года вместе с Буковским и Кушевым осуждён на 1 год (условно) как участник демонстрации на Пушкинской площади в защиту Галанскова, Добровольского и Лашковой.
После освобождения уехал в Академгородок под Новосибирском, жил у друга своего деда — академика А. Д. Александрова; поступил в Новосибирский университет. В июне 1968 года ушёл из университета и вернулся в Москву.
1 октября 1968 года за участие в демонстрации 25 августа 1968 года против ввода советских войск в Чехословакию осуждён по статьям 190-1 и 190-3 Уголовного Кодекса РСФСР по совокупности с учётом предыдущего неотбытого наказания на 2 года и 10 месяцев лагерей.
Срок отбывал в колонии общего режима в Тюменской области. Освобождён в конце июня 1971 года по отбытии срока.
3 января 1973 в Москве по делу «Хроники текущих событий» была арестована жена Делоне — Ирина Михайловна Белогородская. Впоследствии она была помилована до суда. В ноябре 1975 года Делоне эмигрировал из СССР вместе с женой.
В дальнейшем жил в Париже, где и умер во сне от сердечной недостаточности 13 июня 1983 года.

## Литературная деятельность
Пускай грехи мне

не простят -

К тому предлогов слишком много,

Но если я просил

у Бога,

То — за других,

не за себя.
Стихи Вадим Делоне писал с 13 лет.
Ранние стихи Делоне распространялись в самиздате, некоторые из них попали за рубеж (на суде 1967 году упоминалось «политически вредное» стихотворение Д. «Баллада о неверии», которое автор передал на Запад через «эмиссара НТС»). Первая зарубежная публикация — в журнале «Грани» № 66 (1967 г.).
8 июня 1968 года в газете «Вечерний Новосибирск» появилась статья «В кривом зеркале», в которой содержались нападки на «искажающую советскую действительность» поэзию Делоне.
К. И. Чуковский в письме к деду Делоне выделил в его лирике «крепкий лирический стержень», «смятенность чувств» и порой «зрелую», «артистическую» форму.
В 1976 году написал частушку «Обменяли хулигана на Луиса Корвалана. Где б найти такую б…ь, чтоб на Брежнева сменять?!».
В 1979 году в парижском журнале «Эхо» был опубликован отрывок из повести Делоне о лагере — «Портреты в колючей раме». В 1984 году, уже после его смерти вышел сборник «Стихи. 1965—1983» и отдельное издание повести.
В 1984 году он был посмертно награждён литературной премией Даля.
С 1989 году его стихи стали печататься в СССР, а в 1993 году в Омске был переиздана и повесть «Портреты в колючей раме».

## Политическая деятельность
В начале 1968 года, после суда над Александром Гинзбургом и Галансковым направил в «Литературную газету» и «Комсомольскую правду» открытое письмо, адресованное «советской, международной коммунистической и прогрессивной общественности» (опубликовано нью-йоркской газетой «Новое русское слово» 20 октября 1968 года). В письме шла речь о демонстрации на площади Пушкина 22 января 1967 г. и причинах её проведения; подчеркивалось, что Гинзбург, Галансков, как и Буковский и Хаустов, — «люди подлинного гражданского мужества», «борцы за демократизацию» и за «человеческие права».

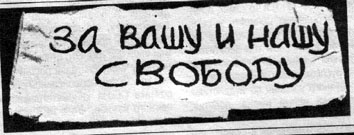
плакат демонстрантов был квалифицирован как «клеветнический»

Участвовал в демонстрации 25 августа 1968 года против ввода советских войск в Чехословакию, за что был обвинён по статье 190-1 УК РСФСР (Распространение заведомо ложных измышлений, порочащих советский государственный и общественный строй).
Виновным себя не признал.
В своем последнем слове Вадим сказал: «За пять минут свободы на Красной площади я могу расплатиться годами лишения свободы…». Он призвал суд «не к снисхождению, а к сдержанности». Речь адвоката С. В. Каллистратовой, по оценкам современников, мало повлияла на решение суда.

## Публикации
- Грани, № 66 (1967); «Что-то в белых снегах беспокойное» // Континент, № 9 (3/1976);
- Стихи // Континент, № 16 (2/1978);
- Баллада о судьбе // Континент, № 22 (4/1979);
- Неотправленное письмо // Континент, № 34 (4/1982);
- Портреты в колючей раме: Лондон, «Overseas Publications Interchange Ltd», 1984; «Аврора», № 5-6, 1991; Москва, «Ад Маргинем Пресс», 2013.
- Стихи. — Париж, 1985. «Огонек», № 38, 1989; «Дружба народов», № 5, 1990; «Юность», № 2, 1991. Стихи; Роман, стихи. — Омск, 1993.
- Вадим Делоне. 1984. Стихи 1965—1983. Paris. La presse libre.